# Buladó
Buladó  is een Nederlandse dramafilm uit 2020, geregisseerd door Eché Janga. Het scenario is geschreven door Janga, samen met Esther Duysker.

## Verhaal
De elfjarige Kenza (Tiara Richards) groeit samen met haar vader Ouira (Everon Jackson Hooi) en haar opa Weljo (Felix de Rooy) op Curaçao in een huisje op een autosloperij op het platteland. Haar vader is een politieagent en de tegenpool van haar opa, die vooral gefascineerd is door de spirituele wereld. Het meisje zelf probeert haar eigen voorkeur te ontdekken.

## Rolverdeling
| Acteur              | Personage |
| ------------------- | --------- |
| Everon Jackson Hooi | Ouira     |
| Tiara Richards      | Kenza     |
| Felix de Rooy       | Weljo     |

## Productie
Buladó ging op 25 september 2020 in première als openingsfilm van het Nederlands Film Festival en won de Gouden Kalf-filmprijs voor beste lange speelfilm.
De film werd geselecteerd als inzending voor de beste niet-Engelstalige film voor de 93ste Oscaruitreiking.

## Prijzen en nominaties
De belangrijkste:
| Jaar | Prijs       | Categorie             | Genomineerde(n) | Uitslag  |
| ---- | ----------- | --------------------- | --------------- | -------- |
| 2020 | Gouden Kalf | Beste lange speelfilm | Eché Janga      | Gewonnen |